# Кенгур
За остала значења види Кенгур (вишезначна одредница)
Кенгур (лат. Macropus) је род торбара из породице кенгура и валабија (Macropodidae). У општој употреби, назив се користи да се опишу највеће врсте из ове породице: црвени, антилопски и источни и западни сиви кенгур из рода Macropus. Породица такође укључује и мање врсте, као што су валабији и кенгури пењачи (живе на дрвећу), укупно око 63 врста ових торбара. Кенгури су ендемски род јер живе само у Аустралији, док мањи макроподи живе у Аустралији и Новој Гвинеји. Аустралијска влада процењује да је на обрадивим површинама Аустралије 2011. године живело 34,3 милиона кенгура, у поређењу са 25,1 милиона годину дана раније.
Кенгур је симбол Аустралије; лик кенгура се налази на грбу Аустралије, на појединим новчаницама и користи се од стране многих аустралијских организација, као што је Квантас, и као обележје Краљевског аустралијског ваздухопловства. Кенгур је важан и за аустралијску културу и за национални имиџ, и консеквентно постоје бројне референце о популарној култури.
Дивљи кенгури се лове због меса, трговине кожом и ради заштите испаше. Иако контроверзно, сматра се да месо кенгура нуди здравствене повољности у исхрани људи у поређењу са традиционалним месом због ниског нивоа масти.

## Назив
Реч кенгур води порекло од аустралијског абориџинског језика Guugu Yimidhirr од речи gangurru, односећи се на сивог кенгура. Назив први пут спомиње 4. августа 1770. године на обалама реке Ендевур (на месту данашњег Куктауна где се насукала барка Ендевур) капетан Џејмс Кук као реч „кангоороо“ или „кангуру“.
Према неким изворима, Џејмса Кука је занимало име ових, тада, непознатих животиња. Када је поставио питање Абориџинима на енглеском језику за њихово име, они су одговорили на свом - „Кенгуру“, што у ствари значи „Не разумемо“. Капетан је одговор прихватио као име животиње и свету приказао непознату животињску врсту.

## Први сусрети са кенгурима
Уврежено је мишљење да је Џејмс Кук први Европљанин који је видео кенгуре. То међутим, није тачно. Још 1629. године холандски капетан брода Батавија Франциско Пелсаерт (Francisco Pelsaert) је забележио свој сусрет са овим необичним животињама. Крајем 17. века, један други капетан, Вилијам Дампиер (William Dampier) у свом бродском дневнику описује кенгуре и још додаје да им је месо врло укусно. 1770. године је Кукова експедиција ухватила неколико примерака, а биолог Јосеф Банкс их подробније описао. Прва два примерка у Европу су стигла 1773. године и то директно у енглеску краљевску палату. А коју годину касније становници Лондона су за папрену суму могли да их виде и уживо.

## Општи преглед
- Црвени кенгур (Macropus rufus) је највећи торбар на свету. У нешто мањем броју, црвени кенгури настањују суве и полусуве централне делове континента. Одрасли мужјак може бити 2 метра висок и 90 kg тежак.
- Источни сиви кенгур (Macropus giganteus) мање је познатији него црвени кенгур (изван Аустралије), али најчешће виђен јер настањује плодне области источне Аустралије. Мужјак може бити висок до 2 метра и тежити око 66 kg.
- Западни сиви кенгур (Macropus fuliginosus) је незнатно мањи од источног сивог кенгура, висине до 1.4 m и тежине од 54 kg за одраслог мужјака. Живи у јужним деловима Западне Аустралије, Јужне Аустралије близу обале и око басена реке Дарлинг.
- Антилопски кенгур (Macropus antilopinus) је друштвени кенгур који настањује далеке северне делове континента - травнате равнице и шумовите крајеве.

## Физички опис
Кенгури имају малу главу, дугачке, велике и јаке задње ноге прилагођене за скакање као и дугачак мишићав реп који им служи да одрже равнотежу. Њихов реп може издржати чак до 90 кг. Као и сви остали торбари, и кенгури имају торбу која се зове марсупијум у којој носе младунчад после порођаја.
Кенгури су једине веће животиње које примењују скакање као облик кретања. Уобичајена брзина скакутања црвеног кенгура износи око 20–25 km/h, али може да убрза и до 70 km/h на краћим раздаљинама, док на дужим успева да одржи брзину до 40 km/h. Због својих дугачких ногу, кенгур не може да хода нормално.
Просечни животни век кенгура износи 4-6 година, док је забележен рекорд од 23 године.

## Исхрана
Кенгури су крупни биљоједи, хране се травом и корењем тако што је преживају. Многе врсте су ноћне животиње, обично проводећи дане излежавајући се, док ноћу и ујутру су у потрази за храном, крећући се у гомили.
Кенгури пасу траву и због те особине су им се развили специфични зуби. Секутићима приносе устима траву близу земље, док је кутњацима секу и мељу. Због тога што две стране доње вилице на којој се секутићи налазе одвојени нису спојене, кенгури имају широк ујед.
Различите врсте кенгура једу различиту врсту хране. Црвени кенгури више воле сувљу траву од сочније јер је сочнија трава тешка. Сиви кенгури се опредељују за свежије, сочније изданке траве јер су шумске животиње, супротно црвеним, који настањују пустиње.
Током сушне сезоне, сви кенгури задржавају остатке хране у њиховом дигестивном систему дужи период времена да би упили и последње остатке влаге. Међутим, сиви кенгури су склонији дехидратацији, јер немају превелику потребу да одрже воду њиховом шумском станишту.

## Непријатељи
Кенгури имају мало природних непријатеља. Доласком људи у Аустралију пре најмање 50.000 година и са њима доласком пса динга пре 5.000 година, кенгури су морали да се адаптирају. Орлови са клинастим репом и остале грабљивице се често хране кенгуровом лешином. Варани и остали гуштери месождери такође представљају претњу мањим врстама кенгура.

## Социјални живот и удварање
Једну групу кенгура сачињава десет или више мужјака и женки. Доминација мужјака се заснива на основу његове величине и старости. Сезона парења почиње у различито време код различитих врста кенгура. Женке црвеног кенгура су спремне за парење у свако доба; сиви кенгури се паре и рађају младе између октобра и марта (летњи период јужне хемисфере); док антилопски кенгури су спремни за парење у јесен, у марту и априлу.
У току удварања, женке често одбијају ситније мужјаке. Удварање укључује „испитивање“ мужјака клоаке женки. Тада оне почну да мокре, док је мужјак мирише док се не задовољи када долази до самог парења. Сексуално узбуђен мужјак прати женку која му узвраћа тако што подиже свој реп. Чешкање репова може бити саставни део предигре. Савијени реп једне или обе јединке показује да су оне спремне за парење.

## Адаптације
Као и сви торбари, и кенгури се рађају током веома раног ступња развоја - после трудноће која траје од 31-36 дана. Када се роди, младунче је тешко свега 12 грама и дугачко 25 mm. Тада су само предњи удови нешто развијенији да би му омогућили да се успуже до торбе и закачи за мајчину брадавицу. Младунчад ће обично остати у торби у наредних девет месеци (180-320 дана код источног сивог кенгура) пре него што ће почети да повремено излази из ње. Мајка ће га хранити док не напуни 18 месеци.
Женка кенгура је обично трудна у непрекидности, осим на дан када рађа младо. Она има способност да замрзне развој ембриона док претходно младунче не буде довољно старо да напусти торбу. Ова појава се назива ембрионална дијапауза, и дешава се у околностима када је предео где живе кенгури сув и када су извори хране минимални. Мајка додатно може да продукује две различите врсте млека истовремено за новорођенче и за оно старије, које је још у торби.

## Занимљивости
- Када је у опасности, кенгур удара својим задњим ногама о земљу.
- Кенгур не може да скочи ако му је реп положен на тло.
- Кенгури лижу предње шапе да би се охладили.
- По слободним проценама, у Аустралији живи око 50 милиона кенгура.
- Научници Природњачког музеја у Питсбургу су недавно открили фосил најстаријег претка данашњих кенгура. Живео је пре 125 милиона година, али не у Аустралији, већ у Кини.

## Врсте
Род Macropus укључује следеће живуће и изумрле врсте.
- Род Macropus:
  - подрод Macropus
    - западни сиви кенгур (Macropus fuliginosus)
    - источни сиви кенгур (Macropus giganteus)
    - Macropus ferragus †
    - Macropus mundjabus †
    - Macropus pan †
    - Macropus pearsoni†

  - подрод Osphranter
    - црвени кенгур (Macropus rufus)
    - антилопски кенгур (Macropus antilopinus)
    - црни валару (Macropus bernardus)
    - обични валару (Macropus robustus)
    - Macropus titan † (или Macropus giganteus titan †)
    - Macropus pearsoni †
    - Macropus pavana †
    - Macropus thor †

  - подрод Notamacropus
    - брзи валаби (Macropus agilis)
    - црнопруги валаби (Macropus dorsalis)
    - тамар валаби (Macropus eugenii)
    - Грејев валаби (Macropus greyi) †
    - црноноги валаби (Macropus irma)
    - парма валаби (Macropus parma)
    - бичорепи валаби (Macropus parryi)
    - црвеноврати валби (Macropus rufogriseus)

  - подрод Incertae sedis
    - Macropus dryas †
    - Macropus gouldi †
    - Macropus narada †
    - Macropus rama †
    - Macropus woodsi †